# 10 (альбом группы «Звери»)
«10» — третий мини-альбом группы «Звери», релиз которого состоялся 26 октября 2018 года. Является десятым номерным релизом группы, отсюда и название мини-альбома.

## Список композиций
| №                   | Название            | Длительность |
| ------------------- | ------------------- | ------------ |
| 1.                  | «Вечером»           | 3:29         |
| 2.                  | «В моём городе»     | 3:15         |
| 3.                  | «Мы стали»          | 2:47         |
| 4.                  | «Бесы»              | 3:12         |
| 5.                  | «Уходи»             | 3:12         |
| 6.                  | «Мой мир»           | 2:38         |
| Общая длительность: | Общая длительность: | 18:33        |

## Критика
Борис Барабанов из Коммерсанта рецензирует альбом так.
В 2018 году лидер «Зверей» Роман Билык удивил публику в роли Майка Науменко в фильме Кирилла Серебренникова «Лето». Обозреватель Weekend может свидетельствовать хоть в суде — Роман сыграл Майка очень похоже. Да еще и спродюсировал саундтрек к фильму, который вышел отдельным альбомом. На новом витке карьеры ему хватило бы и переосмысленных песен «Зоопарка» в репертуаре. Но только что вышедший альбом с новыми песнями «Зверей» — достойное продолжение истории группы. Если стартовая вещь «Вечером» — вполне традиционный для «Зверей» поп-роковый номер, то «В моем городе» — это совсем не благостный взгляд на действительность: «Ходят в городе слухи, что уехали все за границу красавицы. Нет ни капли тепла, нет ни капли любви». Строчку «Мы стали героями собственных фильмов» Роман пропевает в «Мы стали» тоже без всякого оптимизма. «Уходить красиво» Зверь не собирается, но красиво взрослеть у него получается вполне.
А Асексей Мажаев из Intermedia рецензирует альбом так:
На диске «10» шесть песен, не похожих друг на друга; ранних «Зверей» как раз можно было всегда узнать с пяти нот, а эти то и дело поворачиваются к слушателю какими-то незнакомыми сторонами. Рецензент иногда требует узнаваемости от молодых артистов, которые должны найти свою фишечку, чтобы сразу отличаться от других. «Звери» в своё время добились такой узнаваемости, что стали предсказуемыми, поэтому сейчас для них благом является как раз максимальная непохожесть на привычных себя. В пластинке «10» с этим полный порядок: даже свою энергичность Рома и «Звери» постарались придержать, сосредоточившись в основном на печальных («Мы стали») и флегматичных («Уходи») песнях. Хитмейкерские таланты, как видно по композициям «Вечером» и «В моём городе», оказалось скрыть сложнее, но они тоже слегка замаскированы. Вообще открывающая альбом песня «Вечером» и финальная «Мой мир» выглядят как упражнения Ромы Зверя в жанре инди-попа - вот только фирменную для стиля вялость «Зверям» воспроизвести не удалось, несмотря на все старания.

Словом, это довольно любопытный мини-альбом: старых «Зверей» уже нет, а новые пока ищут себя, но ещё не нашли. Рома довольно смело экспериментирует, но в успешном результате опытов пока не уверен ни сам он, ни зрители. Главные открытия, наверно, впереди, а альбом «10» фиксирует небезынтересную хронику поисков.